# Пимен (Ходыкин)
Епископ Пимен (Ходыкин) — епископ Русской православной церкви, епископ Пермский и Вологодский.

## Биография
Упоминается игуменом Соловецкого монастыря.
16 февраля 1520 года хиротонисан во епископа Вологодского и Великопермского.
В 1524 году по благословению епископа Пимена жителями Сямской волости построен Сямский Рождественский мужской монастырь.
Скончался в 1524 году.